# گنجشک جاوه‌ای
گنجشک جاوه‌ای یا سهره جاوه‌ای یا سهره برنجی یا فنچ نرگسی، یک پرنده با نام علمی Padda oryzivora است. این گونه دارای جثه‌ای بزرگ بوده و نوک قوی و محکمی دارد و می‌تواند آسیب‌های زیادی وارد کند، اما به‌طور کلی پرندگان بی‌آزار و صلح جویی هستند. فنچهای نر و ماده شبیه هم هستند و همانند بسیاری از اعضای این خانواده شناسایی بین نر و ماده از طریق آوازخوانی صورت می‌گیرد. البته افراد خبره با دقت فراوان به جفت‌های بسیاری از این نژاد می‌توانند نر و ماده را از هم تشخیص دهند، چرا که نرها بروی قاعده نوک یک برآمدگی سرخ رنگ دارند که در ماده‌ها دیده نمی‌شود و برخی دیگر معتقدند که رنگ حلقه دور چشم‌ها در نرها پر رنگ تر از ماده هاست، اما به نظر می‌رسد که تشخیص جنسیت از برآمدگی روی نوک راحت‌تر است. بر خلاف حجم جثه و نوک بزرگشان، پرندگان بسیار صلح‌جویی هستند و به آسانی می‌توان آن‌ها را با سهره‌های کوچک‌جثه در یک قفس نگهداری کرد. این پرنده ممکن است که با هم نژادهای خود درگیر شود، اما دیده نشده که با پرندگان نژادهای دیگر درگیر شده باشد. جمعیت این پرنده در حال کاهش است.